# 石牌湖
石牌湖是一个位于中国江西省都昌县的湖泊，面积约为10平方千米，平均水深约为2—4米。